# خوسيه أنطونيو إغليسياس
خوسيه أنطونيو إغليسياس (بالإسبانية: José Antonio Iglesias)‏ هو لاعب هوكي الحقل إسباني، ولد في 16 أبريل 1965.

## وصلات خارجية
- خوسيه أنطونيو إغليسياس على موقع اللجنة الأولمبية الدولية (الإنجليزية)
- خوسيه أنطونيو إغليسياس على موقع أوليمبيديا (الإنجليزية)
- خوسيه أنطونيو إغليسياس على موقع اللجنة الأولمبية الإسبانية (الإسبانية)